# Рулитине
Рулитине (рос. Рулитино) — селище станції в Біловському районі Курської області Російської Федерації.
Населення становить 51 особу. Входить до складу муніципального утворення Малосолдатська сільрада.

## Історія
Населений пункт розташований на території українського етнічного та культурного краю Східна Слобожанщина.
Від 2004 року входить до складу муніципального утворення Малосолдатська сільрада.

## Населення
| 2002 | 2010 |
| ---- | ---- |
| 59   | ↘51  |